# テルエル県
テルエル県（テルエルけん、スペイン語: Provincia de Teruel）は、スペイン・アラゴン州の県。県都はテルエル。

## 地理
アラゴン州のサラゴサ県、カタルーニャ州のタラゴナ県、バレンシア州のカステリョン県とバレンシア県、カスティーリャ＝ラ・マンチャ州のグアダラハラ県とクエンカ県と接している。

### 人口
| テルエル県の人口推移 1900－2010                         |
|                                                         |
| 出典:INE（スペイン国立統計局）1900年 - 1991年、1996年 - |

## 歴史
1833年スペイン地方行政区分再編ではスペイン全土に49の県が設置された。この際にテルエル県も設置され、県都はテルエルに定められた。この際にテルエル県など3県は「歴史的地域」のアラゴン地域にまとめられたが、「歴史的地域」に権限や行政機関は存在しなかった。
1939年から1975年のフランコ独裁体制化を経て、スペインの民主化移行期の1970年代末から1980年代初頭にはスペイン全土に17の自治州が設置された。1982年8月16日にはテルエル県など5県からなるアラゴン州が発足した。

## 行政区画

### 主な自治体
テルエルはテルエル県の人口の約4分の1を占めている。テルエル県には236のムニシピオ（基礎自治体）があり、うち半分以上が人口200人未満である。
| 順位 | 基礎自治体               | 人口 （2012年） | 郡                               |
| ---- | ------------------------ | --------------- | -------------------------------- |
| 1    | テルエル                 | 35,841          | コムニダ・デ・テルエル           |
| 2    | アルカニス               | 16,424          | バッホ・アラゴン                 |
| 3    | アンドーラ               | 8,266           | アンドーラ＝シエラ・デ・アルコス |
| 4    | カラモーチャ             | 4,579           | ヒローカ                         |
| 5    | カランダ                 | 3,956           | バッホ・アラゴン                 |
| 6    | アルコリーサ             | 3,556           | バッホ・アラゴン                 |
| 7    | ウトリージャス           | 3,238           | クエンカス・ミネーラス           |
| 8    | セージャ                 | 2,878           | コムニダ・デ・テルエル           |
| 9    | モンレアル・デル・カンポ | 2,709           | ヒローカ                         |
| 10   | バルデロブレス           | 2,335           | マタラーニャス                   |

### 司法管轄区
県内は3司法管轄区に分けられる。太字は中心自治体。
1. アルカニス司法管轄区[5] - アグアビーバ、アルバラーテ・デル・アルソビスポ、アルカニス、アルコリーサ、アジョーサ、アンドーラ、アレンス・デ・ジェドー、アリーニョ、アサイーラ、ベセイテ、ベルモンテ・デ・サン・ホセ、ベルヘ、ボルドン、カラセイテ、カランダ、ラ・カニャーダ・デ・ベリーチ、カンタビエハ、カステジョーテ、カステルノウ、カステルセラス、ラ・セロジェーラ、ラ・コドニェーラ、クレータス、ラ・クーバ、フォルノレス、フォス＝カランダ、ラ・フレスネーダ、フエンテスパルダ、ラ・ヒネブローサ、イハル、ラ・イグレスエーラ・デル・シッド、ハティエル、ジェドー、マス・デ・ラス・マタス、ラ・マタ・デ・ロス・オルモス、マサレオン、ミランベル、モリーノス、モンロージョ、オリエーテ、ロス・オルモス、ラス・パーラス・デ・カステジョーテ、ペニャロージャ・デ・タスタビンス、ラ・ポルテジャーダ、ラ・プエブラ・デ・イハル、ラファレス、サンペール・デ・カランダ、セノ、トーレ・デ・アルカス、トーレ・デル・コンプテ、トレシージャ・デ・アルカニス、トレベリージャ、トロンチョン、ウレーア・デ・ガエン、バルデアルゴルファ、バルデルトルモ、バルデロブレス、バルフンケーラ、ビナセイテ
2. カラモーチャ司法管轄区[6] - アラコン、アルカイーネ、アジュエーバ、アルペニェス、アナドン、アルヘンテ、バデナス、バゲナ、バニョン、バラチーナ、ベア、ベージョ、ブランカス、ブレーサ、ブルバゲナ、カラモーチャ、カミンレアル、カステホン・デ・トルノス、コルテス・デ・アラゴン、コサ、クカロン、フェラルエーラ・デ・ウエルバ、フォンフリーア、フエンフェラーダ、フエンテス・クラーラス、ラ・オス・デ・ラ・ビエハ、ウエサ・デル・コムン、ホサ、ラゲルエーラ、ランスエーラ、リドン、ロスコス、マイカス、マルティン・デル・リオ、モンフォルテ・デ・モジュエーラ、モンレアル・デル・カンポ、モンタルバン、ムニエーサ、ノゲーラス、オボン、オドン、オホス・ネグロス、パンクルード、プロウ、ポスエル・デル・カンポ、リージョ、ルビエーロス・デ・ラ・セリダ、サルセディージョ、サン・マルティン・デル・リオ、サンタ・クルス・デ・ノゲーラス、セグーラ・デ・ロス・バーニョス、トルノス、トラルバ・デ・ロス・シソーネス、トーレ・デ・ラス・アルカス、トーレ・ロス・ネグロス、トレシージャ・デル・レボジャール、トリーホ・デル・カンポ、ウトリージャス、ビジャエルモーサ・デル・カンポ、ビジャヌエバ・デル・レボジャール・デ・ラ・シエラ、ビシエード、ビベル・デル・リオ・マルティン
3. テルエル司法管轄区[7] - アバブ、アベフエーラ、アグアトン、アギラール・デル・アルファンブラ、アルバ、アルバラシン、アルベントーサ、アルカラ・デ・ラ・セルバ、アルファンブラ、アリアーガ、アジェプス、アルモアーハ、アロブラス、アルコス・デ・ラス・サリーナス、ベサス、ブロンチャーレス、ブエーニャ、カブラ・デ・モラ、カロマルデ、カマーニャス、カマレーナ・デ・ラ・シエラ、カマリージャス、カニャーダ・デ・ベナタンドゥス、カニャーダ・ベジーダ、カニサール・デル・オリバール、カスカンテ・デル・リオ、カステル・デ・カブラ、エル・カステジャール、セドリージャス、セラーダス、セージャ、コルバラン、クリビジェン、クブラ、エル・クエルボ、クエバス・デ・アルムデン、クエバス・ラブラーダス、エフルベ、エスコリウエーラ、エスクーチャ、エステルクエル、フォルミーチェ・アルト、フォルタネーテ、フリーアス・デ・アルバラシン、フエンテス・カリエンテス、フエンテス・デ・ルビエーロス、ガルベ、ガルガージョ、ヘア・デ・アルバラシン、グリエーゴス、グアダラビアール、グダル、イノホーサ・デ・ハルケ、ハバロージャス、ハルケ・デ・ラ・バル、ホルカス、リブロス、リナーレス・デ・モラ、マンサネーラ、メスキータ・デ・ハルケ、ミラベーテ・デ・ラ・シエラ、モンテアグード・デル・カスティージョ、モンテルデ・デ・アルバラシン、モラ・デ・ルビエーロス、モスカルドン、モスケルエーラ、ノゲーラ・デ・アルバラシン、ノゲルエーラス、オルバ、オリウエーラ・デル・トレメダル、オリオス、パロマール・デ・アロージョス、ペラセンセ、ペラレッホス、ペラーレス・デル・アルファンブラ、ピタルケ、エル・ポボ、ポソンドン、ラ・プエブラ・デ・バルベルデ、プエルトミンガルボ、リオデーバ、ロデナス、ロジュエーラ、ルビアーレス、ルビエーロス・デ・モラ、サルドン、サン・アグスティン、サンタ・エウラリア、サリオン、シングラ、テリエンテ、テルエル、トリル・イ・マセゴーソ、トルモン、トレラカルセル、トレモーチャ・デ・ヒローカ、トーレス・デ・アルバラシン、トリーハス、トラマカスティエル、トラマカスティージャ、バラクローチェ、バルボーナ、バルデクエンカ、バルデリナーレス、エル・バジェシージョ、ベギージャス・デ・ラ・シエラ、ビジャフランカ・デル・カンポ、ビジャール・デル・コボ、ビジャール・デル・サルス、ビジャルルエンゴ、ビジャルケマード、ビジャロージャ・デ・ロス・ピナーレス、ビジャスタール、ビジェル、ラ・ソマ

## 経済
通信や交通といったインフラストラクチャーの整備が遅れているとされる。しばしばテルエル県の存在自体がジョークの対象となることから、1999年にはテルエルは存在するという名称の地域政党が結成され、2019年11月スペイン議会総選挙ではスペイン下院に1議席、スペイン上院に2議席を獲得した。